# لائرینا چیلنتو
لائرینا چیلنتو (به ایتالیایی: Laureana Cilento) یک کومونه در ایتالیا است که در استان سالرنو واقع شده‌است.

## خصوصیات
لائرینا چیلنتو ۱۳ کیلومترمربع مساحت و ۱٬۱۸۰ نفر جمعیت دارد.